# Inonotus porrectus
Inonotus porrectus är en svampart som beskrevs av Murrill 1915. Inonotus porrectus ingår i släktet Inonotus och familjen Hymenochaetaceae.   Inga underarter finns listade i Catalogue of Life.